# سد لوبیس
سد لوبیس (به لاتین: Lubisi Dam) یک سد در آفریقای جنوبی است که در Qamata, Eastern Cape واقع شده‌است.